# زویوو (باشقیرستان)
زویوو (انگلیسی: Zuyevo, Republic of Bashkortostan) یک شهرک در شهرستان بیرسکی باشقیرستان کشور روسیه است.